# Смородинка (приток Сестры)
Смородинка — река в Перелюбском районе Саратовской области. Левый приток Сестры.

## Описание
Длина реки 14 км, площадь водосборного бассейна 99,3 км². Исток в 4 км к югу от хутора Новокачановский. Течёт на север мимо хутора и впадает в Сестру в селе Смородинка (49 км от устья).
Имеются крупные пруды на реке. Основной приток — Большие Талики (правый).
Территория бассейна безлесная, изрезана балками.
В низовьях реку пересекают железная дорога Пугачёв — Красногвардеец и автодорога Пугачёв — Перелюб.
В бассейне также расположен (частично) посёлок станции Новый Перелюб.

## Данные водного реестра
По данным государственного водного реестра России относится к Нижневолжскому бассейновому округу, водохозяйственный участок реки — Большой Иргиз от истока до Сулакского гидроузла, речной подбассейн реки — подбассейн отсутствует. Речной бассейн реки — Волга от верхнего Куйбышевского водохранилища до впадения в Каспий.
Код объекта в государственном водном реестре — 11010001612112100009773.